# Elance
 Denne artikel bør gennemlæses af en person med fagkendskab for at sikre den faglige korrekthed.

Elance er en global platform for online arbejde og arbejdskraft. De selvstændige freelancere og firmaer som udføre arbejdet opretter online profiler og portfolioer på Elance, hvorefter de løbende samler kvantitative og kvalitative anbefalinger fra de, som de udfører arbejde for. Når der tildeles et job / projekt, så udføres og styres arbejdet via Elances platform ligesom betaling håndteres af Elances system, Escrow, der sikrer både køberen og sælger af arbejdskraften.

## Baggrund
Inspireret af 1998 artiklen fra Harvard Business Review ”The Dawn of the E-lance Economy” besluttede folkene bag Elance sig for, at de ville levere teknologien, der kunne muliggøre dette online potentiale. På baggrund af dette blev første version af Elance lanceret i 1999. 2 år senere introducerede Elance et system til at effektivt styre udbydere og efterspørger af arbejdskraft. Denne software platform, til at styre køberne og sælgerne af arbejdskraften blev i 2006 solgt fra og herfra begyndte udviklingen af den nuværende online platform for arbejde og arbejdskraft.

Per 12. februar 2012 har Elance cirka 140.000 registrerede købere af arbejdskraft og 1,4 millioner registrerede udbydere, freelancere og virksomheder, som samlet har tjent mere end $500 millioner til dato.

## Elance

### Arbejdsgivere
Virksomheder og selvstændige kan bruge Elances platform til at annoncere arbejdsopgaver de gerne vil have udført, lede efter samarbejdspartnere og bede om overslag på arbejdsopgaver.  De kan vurdere leverandørerne, som har budt på at få tildelt arbejdsopgaven, ved at undersøge deres Elance profil, læse tidligere bedømmelser, se deres portfolio igennem og undersøge de dokumenterede og testede evner som arbejds-efterspørgeren har tilknyttet sin profil på Elance.
Når en arbejdstager er valgt, så foretages alt kommunikation, udveksling af dokumenter og betalinger direkte mellem de to parter ved hjælp af Elances online arbejdsrum. Til timebetalte jobs genereres der automatisk timeskemaer og ved hjælp af Elances work view funktion, kan arbejdsgiveren løbende følge med i, at der kun betales for den effektive arbejdstid. Ved projektbaserede arbejdsopgaver sætter arbejdsgiveren en række milesten op, hvor efter arbejdstager først får udbetalt penge, når begge parter er enige om at milestenen er nået. Elance anvender et Escrow system, som gør, at når opgaven igangsættes, så overfører arbejdsgiveren milestenens værdi over på en låst konto, det gør at arbejdstageren kan se pengene er der, når arbejdstageren har udført det nødvendige arbejde. Når engang at arbejdstager har udført arbejdet, så trykker arbejdsgiver frigør pengene og arbejdstager modtager hermed betaling for sit arbejde. Elance inkludere automatisk en serviceafgift på mellem 6,75 % og 8,75 %, beløbet bliver fratrukket det beløb som er aftalte mellem arbejdsgiver og arbejdstager.

### Arbejdstagere
Selvstændige og freelancere kan søge på Elances platform efter potentielle arbejdsopgaver, arbejdsgivere, afgive bud på projekter og når de får tildelt arbejdsopgaver, bruge Elances online arbejdsrum til at sende og modtage beskeder, overfører filer, samt modtage betalinger. Alle arbejdstagere har deres egen unikke profil, hvor man kan se de jobs som de tidligere har udført på Elance og den tilhørende feedback de har modtaget for arbejdet. Profilen viser endvidere også den portfolio som arbejdstageren har uploadet plus de karaktere som der er modtaget i forbindelse med at udfører online tests af deres evner på Elance.
Registrerede arbejdstagere kan byde på 15 opgaver per måned gratis, mens betalende medlemmer har adgang til flere henvendelser. Betaling for arbejdstagere har udført garanteres, når arbejdet er udført ved brug af Elances platform, det gælder både timebetalte og projekt baserede opgaver. 

En undersøgelse fra 2011 viste at Elance var ”den primære indtægt” for 36% af respondenterne og 69% havde mindst en bachelorgrad.

## Kompetencer
Informations teknologiske arbejdsopgaver som web og mobil programmering og udvikling udgør majoriteten af indtjeningen på Elance (59 %), efterfulgt af kreative jobs (24 %), marketing (7 %) og administration (7 %). Andre populære opgaver jobs er skribenter og grafiske designere. Elance har en løbende top 100 liste over hvilke evner som er mest efterspurgt på Elance. I 2011 var den mest efterspurgte kompetence PHP programmering, WordPress programmering, Artikel skrivning, grafisk design og HTML programmering. Specifikke data, inklusiv globale job væksttal og indtægter, samt de mest efterspurgte kompetencer vises på Elances website.

## Priser og anererkendelser
Elance er anerkendt som et eksempel på det nye paradigme hvor uformel arbejdsplads kommunikation, socialmedieværktøjer og cloud-baserede applikationer driver produktivitet. Elance henvender sig også til og kan bruges af det stigende mobile arbejdsmarked ved at facilitere direkte kontakt mellem arbejdstagere med specifikke kompetencer og arbejdsgivere med specifikke behov. Dette reducerer søgefriktionen i forbindelse med arbejde og gavner økonomien i det hele taget. 

Som virksomheder løbende begynder at anvende projektbaserede ansatte i stedet for traditionelle fastansatte, blive ”freelance markedspladser” som Elance i stigende grad populære. Virksomhedsledere støtter denne udvikling, da det minimere de faste lønudgifter og freelancerne støtter det da et større udbud af arbejdsgivere øger jobsikkerheden. Projektbaseret ansættelse giver også små virksomheder adgang til medarbejdere af høj kvalitet indenfor specifikke nicher, som de normalt ikke ville have råd til at fastansætte. 

I 2009 blev Elance udvalgt som en af CNET’s Webware 100, en pris som anerkender virksomheder der omfavner de muligheder Web 2.0 samarbejde og Cloud computing tilbyder.